# Să prinzi un hoț

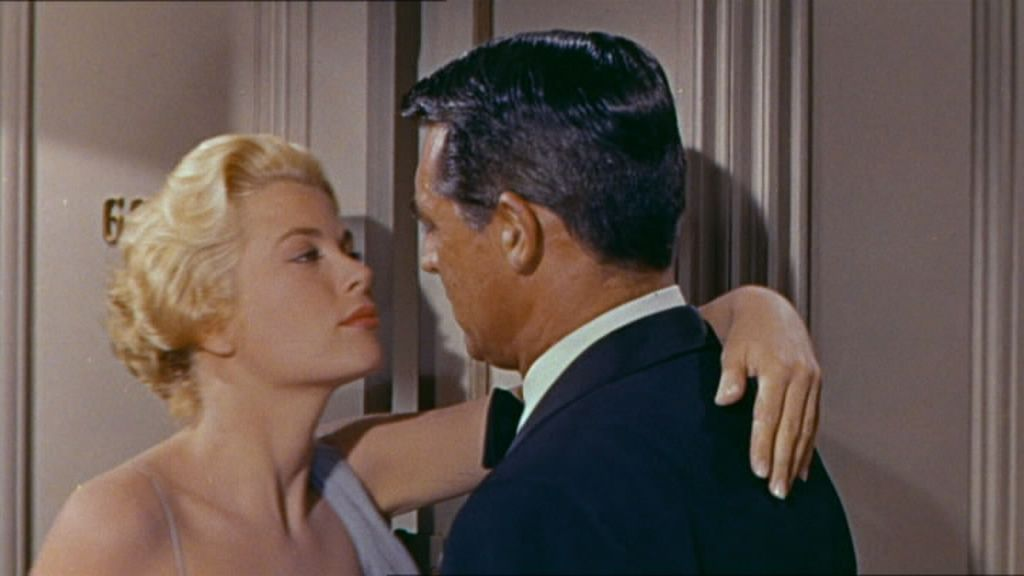
Kelly și Grant

Să prinzi un hoț (engleză To Catch a Thief) este un film de dragoste american din 1955 regizat de Alfred Hitchcock cu actorii Cary Grant și Grace Kelly.

## Prezentare
Bonvivorul și fostul hoț de bijuterie John Ribe, cunoscut sub numele de „Cat”, este principalul suspect într-un val de bijuterii de pe Riviera franceză. Să nu se întoarcă la închisoare, deoarece cineva vrea să-l învinuiască pentru crimă, lasă în urma adevăratului vinovat. Când se întâlește și atrage atenția furmosului Frances Stevens, decide să-foloseacă ca momeală pentru a aresta adevăratul hoț.

## Distribuție
- Cary Grant - John Robie ("The Cat")
- Grace Kelly - Frances Stevens
- Jessie Ryce Landis - Jesses Stevens
- John Williams - H. H. Hughson
- Charles Vanel - Monsieur Bertani
- Brigitte Auber - Danielle Foussard
- Jean Martinelli - Foussard, Danielle's father
- Georgette Anys - Germaine, housekeeper
- René Blancard - Commissaire Lepic